# Hrim-2
Hrim-2 (dt. Donner, auch Grim, Grom und OTRK Sapsan; ukrainisch ОТРК Сапсан, lit.: Wanderfalke) ist eine fahrzeuggebundene ballistische Kurzstreckenrakete (SRBM) aus ukrainischer Produktion.

## Entwicklung
Bereits seit Mitte der 1990er entwickelte die Ukraine die eigene Kurzstreckenrakete „Hrim“, die 2006 fertiggestellt sein sollte. Die Reichweite sollte bis zu 280 km betragen, der Gefechtskopf 480 kg schwer sein. Wegen finanzieller Schwierigkeiten stockte das Projekt. 2016 kündigte die Ukraine die Entwicklung der Kurzstreckenrakete „Hrim-2“ an. Sie soll die veralteten 9K79 Totschka ersetzen und den Fähigkeiten der russischen 9K720 Iskander entsprechen. Ein zehnrädriges Startfahrzeug mit zwei Startbehältern wurde 2018 bei der Unabhängigkeitsfeier in Kiew vorgestellt, aber der Entwicklungsstand war unklar. Die Entwicklung führte das Konstruktionsbüro Pivdenne sowie das Chemiewerk Pawlohrad, die Herstellung übernahmen die Maschinenbauwerke Piwdenmasch. Die Raketenreichweite für die Exportversion soll 280 km betragen, begrenzt durch das Missile Technology Control Regime, das die Verbreitung von Raketen und Raketentechnologie eingrenzt. Nach Modifizierungen besteht die Möglichkeit einer Reichweite von bis zu 450 km. Berichten zufolge wurde die Forschung und Entwicklung des Raketensystems heimlich von Saudi-Arabien finanziert.
Im Juni 2025 gab die Ukraine bekannt, dass die Massenproduktion der Rakete angelaufen sei.

## Einsatz
Laut Ukraine fand der Ersteinsatz im Mai 2025 statt.
Bereits Jahre zuvor hatte es Spekulationen über einen möglichen Einsatz gegeben. Demnach wurde darüber spekuliert, ob bei dem Angriff auf den Militärflugplatz Saky im August 2022 die Rakete zum Einsatz kam.
Das russische Militär vermeldete Anfang Mai 2023, zwei Hrim-2 über der besetzten Krim abgeschossen zu haben.

## Galerie

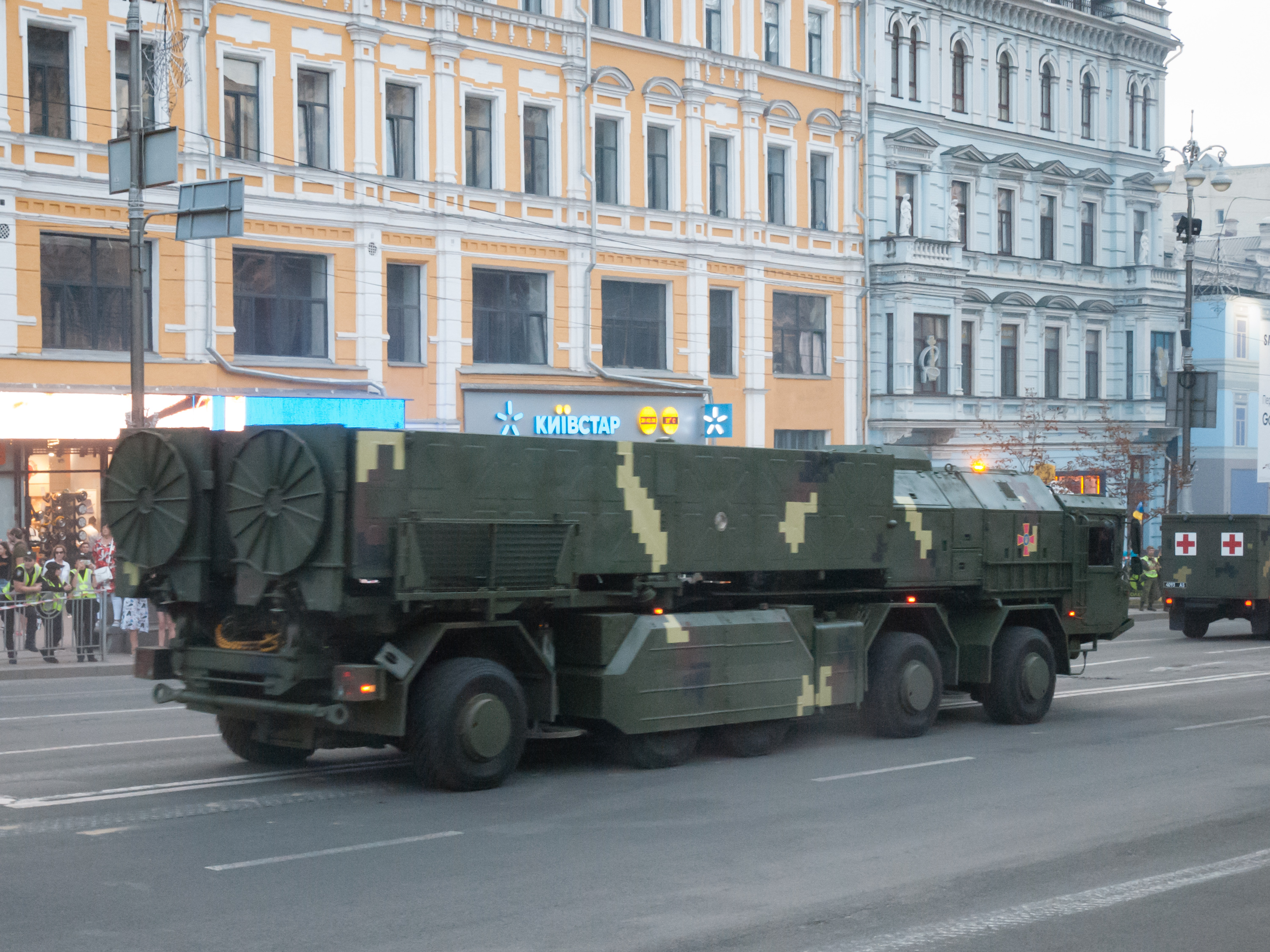
Startfahrzeug von hinten, sichtbar sind die zwei unabhängigen Startbehälter
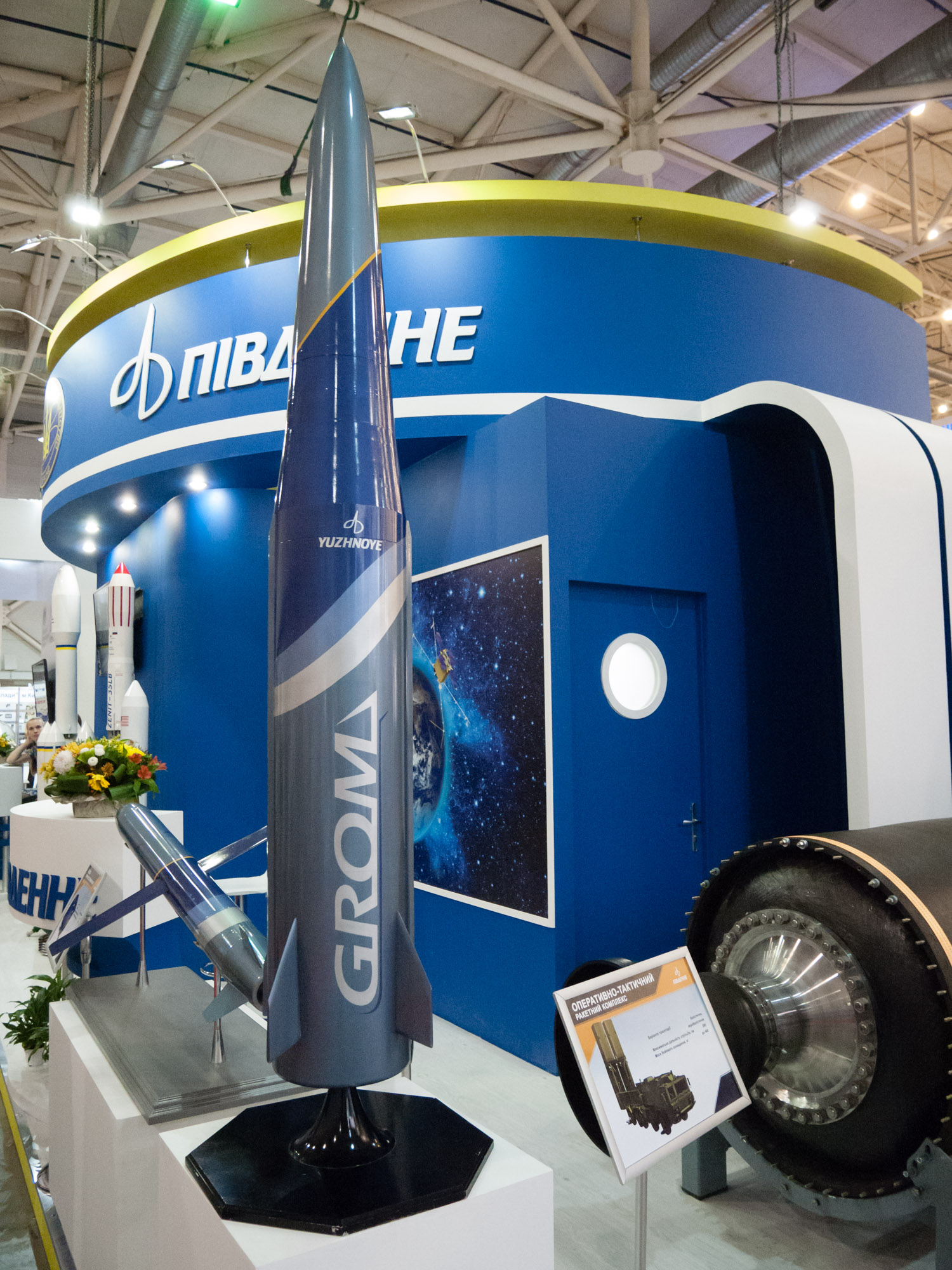
Miniaturmodell der Rakete
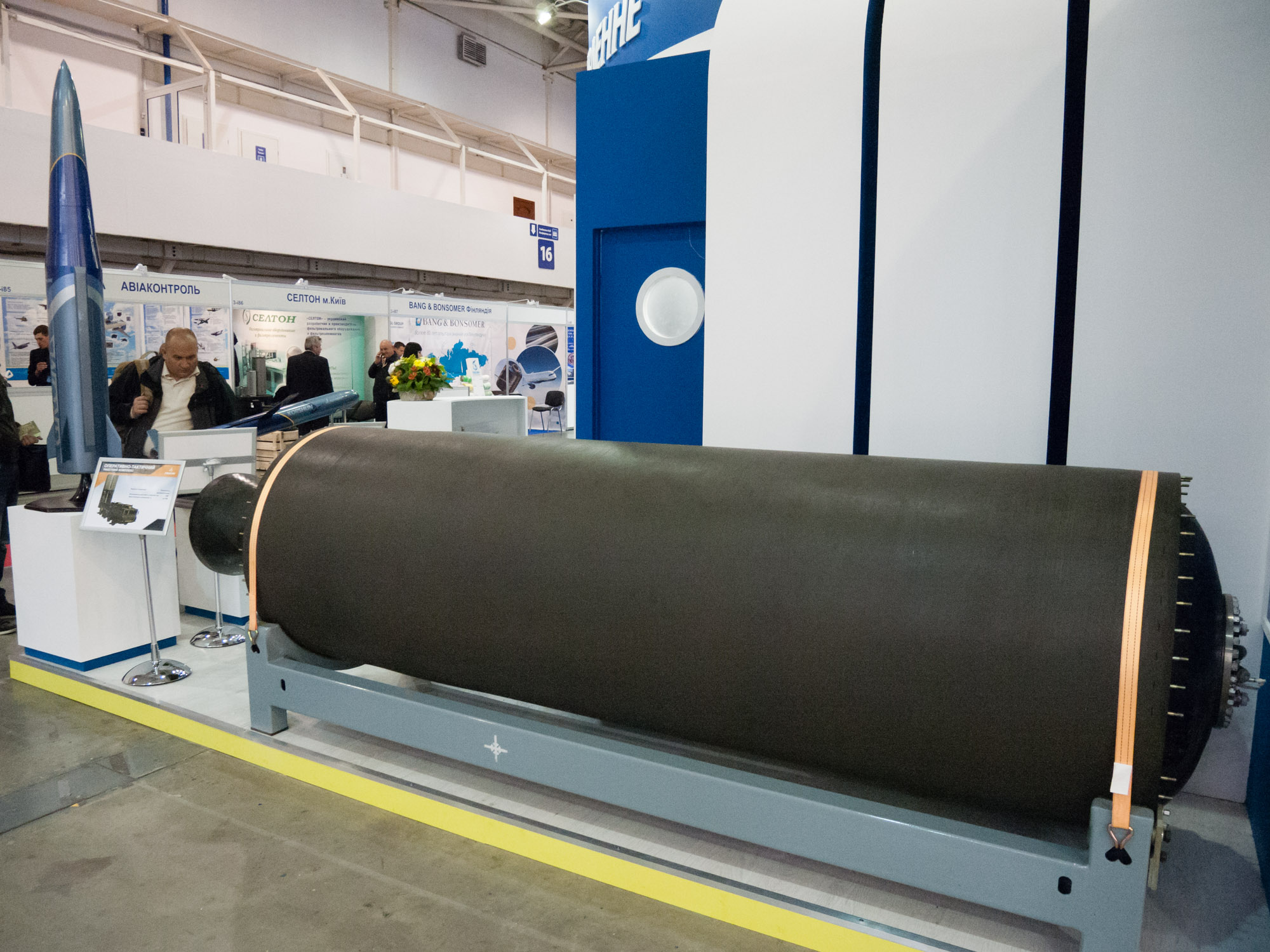
Raketentriebwerk